# COME★BACK
『COME★BACK』（カム バック）は、1987年（昭和62年）4月25日にリリースされた日本のシングルである。メインに細野晴臣を迎えた、President BPM（プレジデント・ビーピーエム）の4枚目のシングルであり、高木完と藤原ヒロシのユニットTINNIE PUNXのサードシングルでもある。

## 概要
本シングルリリースの前年の1986年（昭和61年）、SIXTY RECORDS内にヒップホップレーベル「BPM」を設立、「President BPM」を名乗る近田春夫（作家名はTIKADAHARO）が、同年10月25日のデビューシングル『MASS COMMUNICATION BREAKDOWN』をリリースして以来、正確に2か月周期でシングルを出しつづけ、4枚目にあたるシングルが本シングル『COME★BACK』である。
表題曲『COME★BACK』の背景には、前年1986年3月、細野のヒップホップユニットF.O.E.のアルバム『SEX ENERGY & STAR』のトラックダウンを終えた後、東京・代官山で、細野が雪で足を滑らせ転倒、骨折したという事件があった。1年間の休業後の「カムバック」が同曲のテーマである。本作では、作家としての細野はHOSONOHAROMI名義でクレジットされている。細野がこの後、さまざまなアルバムをリリースするが、1991年（平成3年）のHISのシングル『夜空の誓い』までシングル曲を出すことはなかった。
本シングルの音源のうち、表題曲『COME★BACK』に関しては、1987年（昭和62年）6月5日に発売されたBPMレーベルのベスト盤『HEAVY』（LPレコード・CD同時発売）に収録されており、のちに1993年（平成5年）3月24日、シックスティ・ミュージックネットワークからCD再発売されたが、2009年（平成21年）4月現在廃盤である。『Cold Getting Down』に関しては、2009年4月現在、デジタル音源化されていない。

## 収録曲

### Side A
1. COME★BACK （5分6秒）
  - 作詞 SEIKOH ITOH ＋ KAN TAKAGI ＋ TIKADAHARO ＋ HOSONOHAROMI、作曲・編曲 HOSONOHAROMI

### Side B
1. Cold Getting Down
  - 作詞KENNITH ABRAHAMSBOND、作曲・編曲M.I.D.

## 註
1. ↑  細野晴臣公式サイト内の「細野晴臣全音盤列記目録 1969 - 2000」（編纂青野裕慈、2006年4月1日）の記述を参照。
2. ↑  #外部リンク内のYahoo! ミュージック「HEAVY」リンク先の記述を参照。